# حمض الهكسانويك
حمض الهكسانويك (أو حمض الكابرويك أو حمض الماعزويك أو  حامض كبرويك) هو حمض كربوكسيلي له الصيغة الكيميائية C6H12O2، والتي يمكن كتابتها على الشكل CH3(CH2)4COOH. ويكون على شكل سائل زيتي عديم اللون. ينتمي حمض الفاليريك إلى الأحماض الدهنية المشبعة. تسمى أملاح واسترات هذا الحمض هكسانوات أو كابروات.
للسائل الزيتي رائحة تشبه رائحة الماعز، ولذلك اشتق الاسم الدارج كابرويك من الاسم اللاتيني للماعز capra.

## الوفرة الطبيعية
يوجد حمض الهكسانويك طبييعاً في الدهون الحيوانية وبعض الزيوت النباتية. فهو يوجد مثلاً في قشر بذور بعض النباتات مثل الجنكة والفانيليا وفي الزيوت العطرية؛ كما يوجد بنسب ضئيلة في الجعة والقهوة.

## الخواص
في الشروط القياسية يوجد المركب على شكل سائل زيتي عدمي اللون، ضعيف الانحلالية في الماء، لكنه ينحل في الإيثانول والإيثر الإيثيلي. من الأحماض ذات الصلة بحمض الهكسانويك كل من حمض الكابريليك وحمض الكابريك.

## الاستخدامات
يستخدم حمض الهكسانويك بشكل أساسي في تحضير الإسترات، التي تستخدم في صناعة المنكهات والعطور. وكذلك في تحضير مشتقات ألكيلات الفينول.

## التفاعلات
يتم انتاجه من أكسدة الهكسانال أو الهكسانول بواسطة أكسيد الكروم الثلاثي أو حمض كبريتيك أو محلول كرومات البوتاسيوم المحمضة بحمض الكبريتيك أو إمرار غاز الأكسجين أو كلوروكرومات البيريدينيوم أو نترات الفضة أو برمنجات البوتاسيوم
ويتم التفاعل كالأتي:
{\displaystyle {\ce {CH3(CH2)5OH->[cro3 or H_2SO_4 or K_2Cr_2O7 or Na_2cr_2o_7 + H_2SO_4 or O_2 ]CH3(CH2)4COOH}}}
{\displaystyle {\ce {CH3(CH2)5CHO ->[cro3 or H_2SO_4 or K_2Cr_2O7 or Na_2cr_2o_7 + H_2SO_4 or O_2 ]CH3(CH2)4COOH}}}
يتفاعل مع الجليسرول معطي دهون مشبعة وماء طبقا للتفاعل الأتي وبإضافة حمض كبريتك كعامل نازع للماء
ويسمى ذاك التفاعل بتفاعل أسترة وصيغته العامة هي :
{\displaystyle {\ce {RCOOH + ROH ->[esterfiction][H_2SO_4] RCOOR + H_2O}}}
نوع من تفاعلات حمض وقاعدة وتفاعلات البلمهة